# WIR – Plattform für Familien und Kinderschutz
WIR – Plattform für Familien und Kinderschutz (ehemals WIR – Plattform für Familien) ist eine im österreichischen Bundesland Vorarlberg seit 2014 regelmäßig zu Landtags- und Gemeindevertretungswahlen antretende politische Gruppierung. Die Gruppierung engagiert sich insbesondere als Sammelbewegung von Abtreibungsgegnern und gegen Schwangerschaftsabbrüche in Vorarlberg. Nach eigenen Angaben ist die Bezeichnung „WIR“ ein  Akronym für „wertschätzend, integer und richtungsweisend“.

## Geschichte
Erstmals kandidierte die Bürgerliste unter der Bezeichnung „WIR – Plattform für Familien“ mit ihrem Spitzenkandidaten Christoph Alton, einem Feldkircher Lehrer, bei der Landtagswahl in Vorarlberg 2014. Dabei trat die Wählergruppierung öffentlich gemeinsam mit den ebenfalls bei dieser Landtagswahl kandidierenden Kleinparteien Männerpartei und Piratenpartei Österreichs auf, um nach eigener Aussage „mehr Gewicht in der Öffentlichkeit und in den Medien [zu] erzielen sowie Kosten [zu] sparen“. Thematisch setzte die Liste bei ihrem erstmaligen Antreten zur Landtagswahl die Schwerpunkte in der Forderung nach einem Familienwahlrecht, der Direktwahl des Landeshauptmannes und der Abschaffung der sogenannten „Fristenlösung“, also der Straffreiheit des Schwangerschaftsabbruches durch einen Arzt innerhalb der ersten drei Monate nach Beginn der Schwangerschaft nach vorhergehender ärztlicher Beratung. Bei der Wahl 2014 erreichte die Liste landesweit 1088 Stimmen, was 0,64 % der abgegebenen, gültigen Stimmen entsprach. Den Einzug in den Vorarlberger Landtag verpasste WIR daher beim erstmaligen Antritt aufgrund der gesetzlichen 5 %-Hürde deutlich.
Bei der im Jahr darauf folgenden Gemeindevertretungswahl 2015 trat die Liste erneut unter der Bezeichnung „WIR – Plattform für Familien“ mit Christoph Alton als Spitzenkandidat in Feldkirch an. Dabei erreichte WIR 357 Stimmen, was 3,03 % der abgegebenen, gültigen Stimmen entsprach. Die Liste erlangte damit ein Mandat in der 36-köpfigen Feldkircher Stadtvertretung.
Im Rahmen der Landtagswahl in Vorarlberg 2019 kandidierte die Liste erstmal unter dem erweiterten Namen „WIR – Plattform für Familien und Kinderschutz“. Als Kernthemen der Liste gab Spitzenkandidat Christoph Alton im Vorfeld der Wahl an, Familien die Betreuung kleiner Kinder zuhause ermöglichen zu wollen, für ein Bildungssystem, das nicht nur auf wirtschaftliche Leistungsfähigkeit der Kinder ausgerichtet ist, sowie eine Stärkung von Umweltschutz und Demokratie eintreten zu wollen. Bei der Landtagswahl entfielen schließlich 1144 Stimmen auf WIR, weshalb mit einem Stimmanteil von 0,69 % erneut der Landtags-Einzug deutlich verfehlt wurde.
In Feldkirch kandidierte die Liste bei der Gemeindevertretungswahl 2020 ebenfalls unter der neuen erweiterten Listenbezeichnung und konnte mit 327 Stimmen bzw. einem Stimmanteil von 3,22 % der abgegebenen, gültigen Stimmen, erneut ein Mandat in der Feldkircher Stadtvertretung erreichen.
Bei der Landtagswahl in Vorarlberg 2024 trat die Liste erneut mit Spitzenkandidat Christoph Alton und unter der Bezeichnung „WIR – Plattform für Familien und Kinderschutz“ landesweit an. Als vorrangiges Anliegen von WIR formulierte Alton dabei, „politisch die Nöte und Sehnsüchte der Familien aufzuzeigen“ und „Kinderschutz besonders in der schulischen Sexualerziehung vor Indoktrinierung durch die Genderideologie“. In einer Stellungnahme gegenüber dem ORF Vorarlberg vor der Wahl betonte Alton, dass „Familie und Lebensschutz“ die zentralen Themen der Gruppierung seien. Den Vorarlberger Nachrichten gegenüber gab Christoph Alton vor der Wahl an, für den Schutz des Lebens „von der Empfängnis bis zum natürlichen Tod“ einzutreten. Weiters gehöre „Gender“ sofort raus aus der Schule, Familien hätten aus Vater, Mutter und Kindern zu bestehen und gehörten öffentlich gestärkt. Bei der Landtagswahl 2024 erreichte WIR einen Stimmanteil von 0,79 %, womit erneut der Landtags-Einzug deutlich verfehlt wurde.